# Parafia Przenajświętszej Trójcy w Myszkowie
Parafia Przenajświętszej Trójcy – rzymskokatolicka parafia znajdująca się w Myszkowie. Należy do dekanatu Myszków i archidiecezji częstochowskiej.
Została utworzona w 1985 r. Kościół parafialny wybudowany w latach 1977–1978, konsekrowany w 1979 r.